# 3423 Slouka
3423 Slouka је астероид главног астероидног појаса са средњом удаљеношћу од Сунца која износи 3,052 астрономских јединица (АЈ).
Апсолутна магнитуда астероида је 12,2.